# Ludwig Thümling

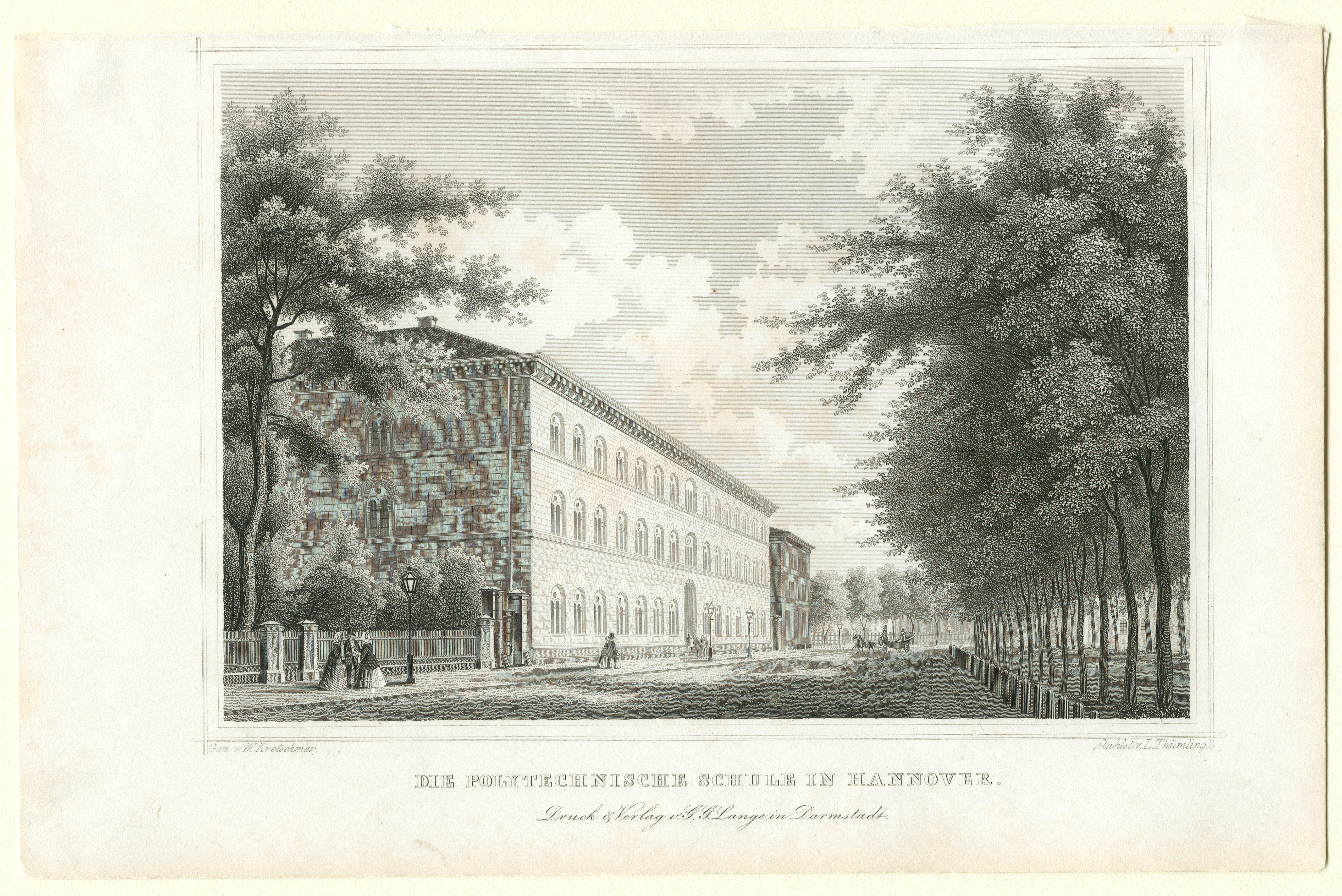
„Die Polytechnische Schule in Hannover“;
Stahlstich von Thümling nach Wilhelm Kretschmer; Verlag Gustav Georg Lange in Darmstadt, um 1850

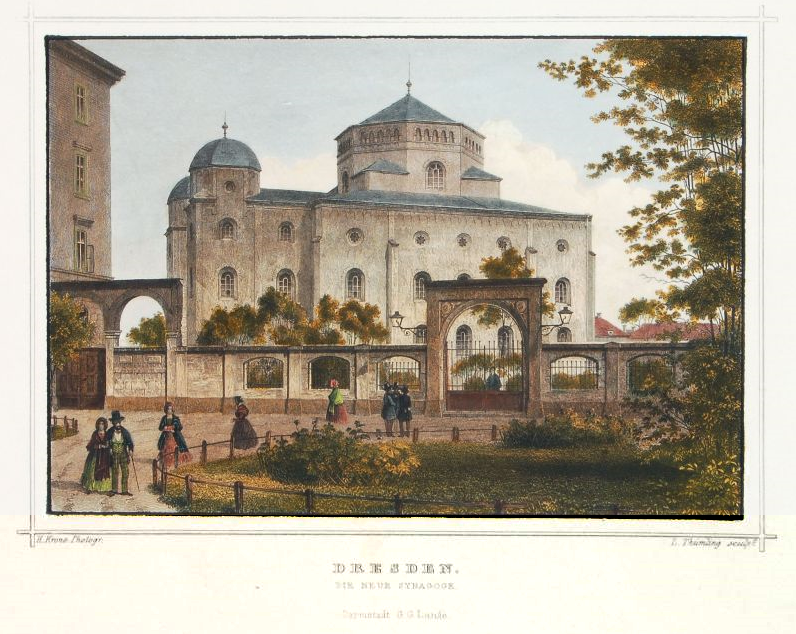
„Dresden, Die neue Synagoge“;
kolorierter Stich von Thümling bei G. G. Lange, um 1860

Ludwig Thümling (auch: Louis Thümling) war im 19. Jahrhundert ein deutscher Stahl- und Kupferstecher.
Ludwig Thümling war verheiratet. Nach seinem Tod wurde seine Witwe, wohnhaft in der Adlerstraße 18 in Karlsruhe, im Adressbuch der Stadt von 1891 als „Thümling Ludw., Kupferstechers Wwe.“ verzeichnet.

## Bekannte Werke
Zahlreiche Stiche Thümlings wurden in Darmstadt gedruckt im Verlag von Gustav Georg Lange.